# 佐世保市立広田小学校
佐世保市立広田小学校（させぼしりつ ひろだしょうがっこう）は、長崎県佐世保市広田（ひろた）一丁目にある公立の小学校。

## 概要
佐世保市南東部の早岐地域にある。児童数は959名（特別支援学級の14名を含む、2021年度）。46校ある佐世保市立小学校の中では最も児童数が多い。2015年（平成27年）に創立140周年を迎えた。
校章　桜の花弁を背景にして、中央に「広田」の文字（縦書き）を置いている。
校歌　作詞は興枳政夫、作曲は藤岡博夫による。歌詞は3番まであり、3番に校名の「広田」が登場する。

## 沿革
- 1875年（明治8年）- 崎岡免岡の谷の青山源九郎宅で授業を開始した。
- 1876年（明治9年）- 宮崎免の旧庄屋跡を校舎に改築し、「広田小学校」に改称した。初代校長に広瀬俊一が就任した。
- 1882年（明治15年）- 「公立中等広田小学校」に改称した。
- 1887年（明治20年）4月 - 小学校令の施行により、尋常科（修業年限4年）を設置の上、「尋常広田小学校」に改称した。
- 1889年（明治22年）4月1日 - 町村制の施行により東彼杵郡広田村立の小学校となった。
- 1892年（明治25年）- 「尋常」の位置を変更し「広田尋常小学校」に改称した。
- 1908年（明治41年）4月 - 小学校令の改正により、義務教育年限（尋常科の修業年限）が4年から6年に延長された。尋常科5・6年と高等科1・2年を新設した。これにより、「広田尋常高等小学校」に改称した。
- 1909年（明治42年）- 前述の修業年限延長と高等科の設置により収容児童数が増加したため、校舎を増築した。
- 1927年（昭和2年）4月1日 - 広田村が早岐町に合併したため、早岐町立の小学校となった。
- 1941年（昭和16年）4月1日 - 国民学校令により、「早岐町広田国民学校」に改称した。尋常科を初等科に改めた。
- 1942年（昭和17年）5月27日 - 早岐町が佐世保市に編入されたため、佐世保市立の小学校、「佐世保市広田国民学校」となった。
- 1947年（昭和22年）4月1日 - 学制改革（六・三制の実施）により、「佐世保市立広田小学校」（現校名）となった。
- 1948年（昭和23年）- PTAが発足した。
- 1950年（昭和25年）- 校歌を制定した。昭和町・汐入町が校区に加わった。
- 1976年（昭和51年）- 創立100周年を迎えた。
- 2017年（平成29年）4月 - 児童数が急増したため（2016年度、1,055名）、佐世保市立広田中学校の敷地内に校舎が新設され、6年生を収容した[4]。
  - 佐世保市立広田中学校との小中一貫教育を長崎県内ではじめて開始した[5][6]。

## 教育方針
- 学校教育目標　主体的に考え、正しく判断して行動できる、心豊かでたくましい子供の育成[7]

## 学校行事
- 行事内容[8]

## 通学区域
- 佐世保市

重尾町（しげおちょう）、浦川内町（うらがわちちょう）、広田町（ひろだちょう）、広田（ひろた）一丁目、広田二丁目、広田三丁目、広田四丁目、中原町（なかはらちょう）、崎岡町（さきおかちょう）、ハウステンボス町（はうすてんぼすまち）の一部。

## 進学先中学校
- 佐世保市立広田中学校

## 周辺の主な施設
- 佐世保市立広田中学校
- 広田幼稚園
- 佐世保市消防局東消防署
- 佐世保広田郵便局
- ディスカウントドラッグコスモス 広田店
- セブンイレブン広田一丁目店

## 交通
最寄りの鉄道駅
- JR九州 大村線「早岐駅」

最寄りのバス停
- 西肥バス「広田小学校入口」バス停

最寄りの幹線道路
- 長崎県道222号平瀬佐世保線

## 関係者

### 出身者
- TAKAHIRO (歌手)

## 参考資料
- 「佐世保市史 教育篇」（佐世保市）p. 635 - p. 637